# Yesna Rijkhoff
Yesna Rijkhoff (* 9. Mai 1992 in Hoorn) ist eine ehemalige niederländische Bahnradsportlerin, die auf Kurzzeitdisziplinen spezialisiert ist.
2008 wurde Yesna Rijkhoff niederländische Juniorenmeisterin im Sprint auf der Bahn. Ab 2010 startete sie in der Elite-Klasse. 2012 belegte sie bei den nationalen Meisterschaften Rang drei im Sprint. Im Jahr darauf wurde sie im Keirin  Dritte bei den Bahn-Europameisterschaften der U23. Bei den nationalen Meisterschaften wurde sie Zweite im Keirin und Dritte im Sprint. Bei den UEC-Bahn-Europameisterschaften 2013 in Apeldoorn erreichte sie den Finallauf im Keirin und belegte Platz fünf. 2014 errang sie bei den U23-Europameisterschaften mit Elis Ligtlee Silber im Teamsprint.
2015 beendete Rijkhoff ihre sportliche Laufbahn.

## Erfolge
2013
- U23-Europameisterschaft – Keirin

2014
- U23-Europameisterschaft – Teamsprint (mit Elis Ligtlee)